# Microrregión de Janaúba
La microrregión de Janaúba es una de las microrregiones del estado brasileño de Minas Gerais perteneciente a la mesorregión Norte de Minas. Su población fue estimada en 2006 por el IBGE en 251.500 habitantes y está dividida en trece municipios. Posee un área total de 15.155,227 km².

## Municipios
- Catuti
- Espinosa
- Gameleiras
- Jaíba
- Janaúba
- Mamonas
- Mato Verde
- Monte Azul
- Nova Porteirinha
- Pai Pedro
- Porteirinha
- Riacho dos Machados
- Serranópolis de Minas

- Datos: Q2020368